# Крутиков, Алексей Николаевич (игрок в пляжный футбол)
Алексей Николаевич Крутиков (род. 9 сентября 1991, Санкт-Петербург) — российский игрок в пляжный футбол.

## Биография
В футбол на любительском уровне играл за команды «Динамо-2» Кострома (2010), «Питер» (2011).
С 2008 года — игрок команд по пляжному футболу TIM (2008—2009), «Динамо НОМОС» (2009), ЦСКА (2011), IBS (2011—2012), «Кристалл» (2013—2015), «Подводник» (2014), «Строгино» (2015—2016), «Крылья Советов» (2016), «Сити» (2017), «Новатор» (2017), «Локомотив» (2018—2019), «Яблочная» (2018), «Северная столица» (2019), «Спутник», «MT Group» (2020), «Динамо-Самара» (2020), «Фурнитерра», «Нева» (2021), «ТСТ» (2024).
В 2014 году сыграл 8 матчей, забил 4 гола в составе сборной России по пляжному футболу.

## Достижения
- Победитель Кубка Евразии: 2011